# 點金勝手
《點金勝手》（英語：The Ultimate Addiction），香港電視廣播有限公司時裝商戰電視劇，是由黃宗澤、徐子珊及胡定欣領銜主演，並由陳敏之、黃智賢、江美儀、梁靖琪、歐陽靖及鄧佩儀聯合演出，監製莊偉建。此劇為第18屆香港國際影視展中無線電視所推介的19部劇集之一。亦為2014上海電視節中無線電視所推介的14部劇集之一。
此劇演員陳敏之憑「何雙怡」一角於《星和無綫電視大獎2014》中，獲得「我最愛TVB女配角」獎項。

## 演員表

### 棱鋭金融集團
| 演員   | 角色   | 暱稱／關係 |
| 黃宗澤 | 卓 彧  | 真正的「點金勝手」 Damon 主席兼行政總裁，後離開自組新公司贏天 方明瑜之第二任丈夫，後離婚 周辛麗之前夫 卓至然之兄 鍾情資雅 陷害何雙怡、柴沛勛、崔錦發、冼祖偉、楊浩明 被何雙怡陷害 與羅俊基勾結 周辛勇之前妹夫兼好友，後反目，最後和好 於第18集散佈關於柴富興業銀行會進行清盤的謠言，使其股票大跌 於第30集自首被判坐牢十年，最後與資雅重逢 |
| 胡定欣 | 方明瑜 | Anson 執行董事兼營運總裁，後爲主席兼行政總裁，於第30集賣盤 卓彧之妻，後離婚 資雅之情敵，後和好 陷害資雅、柴沛勛 被何雙怡、柴日昇利用 於第14集向資雅逼供並派人將資雅放入裝滿冰的水缸虐待 於第30集誕下卓彧之子 |
| 徐子珊 | 資 雅  | Gia 基金部投資顧問，後辭職 前商業罪案調查科警員 蔣智誠、資孝清之私生女 為父報仇而接近卓彧，後喜歡上其並接受其追求 方明瑜之情敵並被其陷害，後和好 何雙怡、周辛勇前下屬 何雙菲、朱國亮、袁尚謙之好友 袁尚謙之鍾情對象 於第30集到大陸做義工老師，最後與卓彧重逢                                                                              |
| 陳敏之 | 何雙怡 | Chur姐 法律顧問，前商業罪案調查科督察 周辛勇之未婚妻，後分手 何雙菲、何雙慶之姊 周辛勇、何雙菲、朱國亮、蘇日佳之前上司 假意接近柴日昇 被卓彧、袁尚谦、王英標、葉啟斌陷害入獄，在獄中被害至流產後黑化 後與袁尚謙勾結利用並陷害方明瑜 於第29集誤殺柴日昇 於第30集跳樓自殺                                                                   |
| 林子善 | 王英標 | Tiger 卓彧之助理／保安及I.T部經理 陷害何雙怡 |
| 鄭子誠 | 崔錦發 | 發師 資料研究分析部主管及策劃師、股評人，於第23集辭職 周辛勇、蔣智誠之好友 被卓彧陷害，後和好 朱嬌嬋之鍾情對象，後為其夫 |
| 戴耀明 | 葉啟斌 | Ben、四眼仔（Tiger專用） 法律顧問，後辭職並加入卓彧新公司 陷害何雙怡 |
| 趙永洪 | 楊浩明 | Stanley 基金部投資顧問 何雙怡之線人 被卓彧陷害 於第15集車禍重傷 於第22集器官衰竭身亡 |
| 麥嘉倫 | 張永燊 | Tony 財務總監 |
| 布偉傑 | 孫競榮 | Kingsley 投資銀行及私募基金部董事 |
| 梁政珏 | 李珈迪 | Cindy 投資銀行及私募基金部經理 |
| 楊潮凱 | 胡家俊 | Raymond 證券經紀業務部總經理 |
| 馬貫東 | 高柏力 | Patrick 資產管理部總經理 |
| 袁鎮業 | 韋家宏 | Kelvin 方明瑜之助理 |
| 吳業坤 | 趙仲凡 | 基金部投資顧問 |
| 葉 暐  | 王兆隆 | 投資銀行家 |
| 陳亭嘉 | 潘碧琪 | Maggie 卓彧之秘書 |
| 郭千瑜 |        | 接待員 |
| 朱樂洺 |        | 職員 |
| 林 玥  |        | 職員 |
| 王志康 |        | 職員 |
| 梁麗翹 |        | 職員 |
| 楊斯雅 |        | 職員 |
| 余應彤 |        | 職員 |
| 林健生 |        | 職員 |
| 利穎怡 |        | 職員 |
| 趙璧瑜 |        | 職員 |
| 沈愛琳 |        | 職員 |
| 黃建東 |        | 保安 |

### 商業罪案調查科（CCB）
| 演員   | 角色   | 暱稱／關係 |
| 鍾志光 | 鄧秉喬 | 大sir 警司 |
| 陳敏之 | 何雙怡 | Chur姐 訛騙案調查組督察，後加入棱鋭 參見棱鋭金融集團 |
| 黃長興 | 梁耀威 | 擦鞋梁 訛騙案調查組督察 |
| 黃智賢 | 周辛勇 | 訛騙案調查組警長 何雙怡之未婚夫，後分手 卓彧之前大舅兼前好友，後反目，最後和好 柴沛勛之前男友兼好友 何雙菲、朱國亮、蘇日佳之上司 崔錦發、蔣智誠之好友 周辛麗之兄 |
| 梁靖琪 | 何雙菲 | 訛騙案調查組警員 何雙怡、何雙慶之妹 朱國亮之女友，後為其妻 何雙怡、周辛勇之下屬                                                                                  |
| 歐陽靖 | 朱國亮 | 豬腳 訛騙案調查組警員 何雙菲之男友，後為其夫 朱嬌嬋之弟 何雙怡、周辛勇之下屬                                                                                     |
| 周子揚 | 蘇日佳 | Solar 訛騙案調查組警員 何雙怡、周辛勇之下屬 |
| 孫慧雪 | 羅愛娜 | Ella 警員 |

### 股市諮詢委員會
| 演員   | 角色   | 暱稱／關係                                                                   |
| 江美儀 | 柴沛勛 | Florence 主席，後辭職 參見柴家                                               |
| 黃宗澤 | 卓 彧  | Damon 成員→副主席→主席 參見棱鋭金融集團                                      |
| 羅樂林 | 冼祖偉 | 前副主席／棱銳前股東／冼萬姜會計師事務所主席 被卓彧、羅俊基陷害，於第4集被捕 |
| 朱維德 | 邱樹邦 | Henry 前副主席                                                               |
| 黃栢文 | 呂 輝  | 股市諮詢委員會成員                                                           |
| 招石文 | 齊思傑 | 股市諮詢委員會成員                                                           |
| 蔡康年 | 章冠鋒 | 股市諮詢委員會成員                                                           |
| 霍健邦 | 羅宗翰 | 股市諮詢委員會成員                                                           |
| 王維德 |        | 股市諮詢委員會成員                                                           |
| 莫偉文 |        | 股市諮詢委員會成員                                                           |
| 陳振業 |        | 股市諮詢委員會成員                                                           |
| 甄敏婷 | 林伊婷 | Betty 柴沛勛之助手                                                           |
| 陳欣淘 |        | 柴沛勛之秘書                                                                 |

### 卓家
| 演員           | 角色   | 暱稱／關係 |
| 楊瑞麟         | 卓正仁 | 卓彧、卓至然之亡父 因投資失利跳樓自殺                                                                                           |
| 祝文君         | 朱惠賢 | 卓彧、卓至然之亡母 因腎病病逝                                                                                                   |
| 黃宗澤         | 卓 彧  | Damon、卓生 方明瑜之夫，後離婚 卓至然之兄 周辛麗之夫 參見棱銳金融集團                                                           |
| 胡定欣         | 方明瑜 | Anson、卓太 卓彧之妻，後離婚 參見棱鋭金融集團                                                                                   |
| 林淽諾（童年） | 卓至然 | Ginnie 有機農莊東主及環保人士 卓彧之妹 周辛勇之契妹 鍾情何雙慶，後被其欺騙感情 沈嘉雯之情敵 楊世良之前女友 於第27集失足墮海溺斃 |
| 鄧佩儀         | 卓至然 | Ginnie 有機農莊東主及環保人士 卓彧之妹 周辛勇之契妹 鍾情何雙慶，後被其欺騙感情 沈嘉雯之情敵 楊世良之前女友 於第27集失足墮海溺斃 |

### 何家
| 演員   | 角色   | 暱稱／關係 |
| 廖麗麗 | 容秀娟 | 何雙怡、何雙慶、何雙菲之母 沈嘉雯之奶奶 朱國亮之岳母 |
| 陳敏之 | 何雙怡 | Chur姐 商業罪案調查科督察，後為棱鋭法律顧問 容秀娟之長女 周辛勇之未婚妻，後分手 假意接近柴日昇 何雙菲、何雙慶之姊 在第30集跳樓自殺身亡 參見商業罪案調查科       |
| 黃嘉樂 | 何雙慶 | 酒樓經理／廚師，於第24集被辭退 容秀娟之次子 何雙怡之弟 何雙菲之兄 沈嘉雯之夫 卓至然之鍾情對象，與其去世的男友楊世良容貌一樣，爲報仇而欺騙她感情，在其臨死前覺悟 |
| 陳 琪  | 沈嘉雯 | Carmen 銀行職員，於第24集被辭退 何雙慶之妻 何雙怡之弟婦 何雙菲之嫂 卓至然之情敵                                                                                 |
| 梁靖琪 | 何雙菲 | 商業罪案調查科警員 容秀娟之幼女 何雙怡、何雙慶之妹 朱國亮之女友，後為其妻 參見商業罪案調查科                                                                    |

### 柴家
| 演員   | 角色   | 暱稱／關係 |
| 鄧英敏 | 柴沛權 | 柴沛勛之兄 柴日昇之父 於第20集割脈自殺身亡 |
| 江美儀 | 柴沛勛 | Florence 股市諮詢委員會主席，後辭職／柴富興業銀行主席，後辭職 周辛勇前女友兼好友 柴日昇之姑姐，被其陷害 被卓彧、方明瑜陷害，後和好                                                                      |
| 黄子恆 | 柴日昇 | 昇（何雙怡專用） 柴富興業銀行主席 柴沛權之子 柴沛勛之姪，並陷害令其失去銀行及股委會主席職位 何雙怡之男友 與卓彧勾結，后反目 與羅俊基、方明瑜勾結 利用方明瑜 殺害高正軒、胡國銓 於第29集遭何雙怡誤殺而死 |

### 其他演員
| 演員   | 角色     | 暱稱／關係                                                                                  |
| 馬蹄露 | 朱嬌嬋   | 茶餐廳老闆 朱國亮之姊 資雅之房東 傾慕崔錦發，後為其妻                                       |
| 胡諾言 | 袁尚謙   | 時事及財經版記者 資雅之好友，并鍾情她 陷害何雙怡，後與其勾結 陷害卓彧，後和好               |
| 單立文 | 黃正華   | Ken 方明瑜之前男友                                                                          |
| 梁烈唯 | 羅俊基   | 內地富二代 與卓彧、柴日昇勾結 陷害冼祖偉                                                    |
| 夏 萍  | 魯四妹   | 周辛勇、周辛麗之嫲嫲                                                                        |
| 黄子雄 | 蔣智誠   | 資雅之亡父 卓彧之師傅，并陷害他 周辛勇、崔錦發之好友 六年前企圖殺害卓彧，與其爭執而墜海致死 |
| 黃心穎 | 周辛麗   | 卓彧之亡妻 周辛勇之亡妹                                                                     |
| 潘芳芳 | 梁慧     | 蔣智誠之妻 梁鎮之女                                                                         |
| 韓毓霞 | 資孝清   | 資雅之母 蔣智誠之情婦 於第16集去世                                                          |
| 陳志健 | 高正軒   | 柴富興業銀行操作員 於第28集被柴日昇殺害                                                     |
| 李海生 | 梁 鎮    | 梁慧琼之父 卓彧、周辛勇、蔣智誠、崔錦發之足球教練 於第11集去世                                |
| 李嘉晉 | 陳泰平   |                                                                                             |
| 陳勉良 | 奶 哥    | 「嬌嬌茶餐廳」茶水                                                                          |
| 陳康健 | 超 記    | 「嬌嬌茶餐廳」伙計                                                                          |
| 江富強 | 士巴拿   | 「嬌嬌茶餐廳」客人                                                                          |
| 曾慧雲 | 霞 姐    | 「嬌嬌茶餐廳」客人                                                                          |
| 周麗欣 | Suki     | 「嬌嬌茶餐廳」客人                                                                          |
| 曾健明 | 胡老師   | 「嬌嬌茶餐廳」客人                                                                          |
| 余子明 | 胡國銓   | 前柴富興業銀行股東 於第26集被柴日昇殺害                                                     |
| 溫裕紅 | 財經主播 |                                                                                             |
| 陳嘉嘉 |          | 張永燊之妻 於第16集因涉及洗黑錢被商業罪案調查科拘捕                                         |
| 梁珈詠 | 苦 主    |                                                                                             |
| 羅 莽  | 經 理    | 酒樓經理 何雙慶之上司                                                                       |
| 沈可欣 | 楊 太    | 楊浩明之妻                                                                                  |
| 陳芷尤 | 空 姐    |                                                                                             |
| 陳明恩 | Tina     | 美國醫生 資雅之主治醫生                                                                     |
| 易宇航 | 廚 師    |                                                                                             |

## 軼事
- 此劇「何雙慶」原定由鄭俊弘飾演，後改由黃嘉樂頂替。[1]
- 此劇是陳敏之首度飾演反派。
- 此劇為歐陽靖回流美國前於無綫電視拍攝的最近一部電視劇。
- 此劇是黃宗澤繼《摘星之旅》及《潛行狙擊》後第三度飾演反派。
- 此劇是胡定欣繼《法證先鋒III》後再度飾演性格亦正亦邪的角色。
- 此劇是黃宗澤和徐子珊繼《溏心風暴之家好月圓》和《潛行狙擊》再度合作，同時繼《潛行狙擊》後再次飾演情侶。
- 此劇是胡定欣、徐子珊、梁靖琪和梁烈唯繼《戀愛季節》再度合作。
- 此劇是胡定欣和徐子珊繼《法證先鋒III》和《戀愛季節》再度合作。
- 此劇是徐子珊和陈敏之繼《美丽高解像》和《My盛Lady》再度合作。
- 此劇是徐子珊、陈敏之和梁靖琪《My盛Lady》再度合作。
- 此劇是徐子珊、梁靖琪繼《團圓》、《戀愛季節》和《My盛Lady》再度合作。
- 此劇是徐子珊、黄智贤继《仁心解码》再度合作。
- 此劇是徐子珊、黄智贤和歐陽靖繼《潛行狙擊》、《雷霆掃毒》後第三度合作。
- 此劇是黃宗澤、黄智贤和梁靖琪繼《摘星之旅》再度合作。
- 此劇是黃宗澤和黄智贤繼《摘星之旅》、《女拳》和《潜行狙击》再度合作。
- 此劇是鄧佩儀於無綫電視拍攝的首部電視劇。
- 苗僑偉原定出演此劇，後因檔期問題而辭演。[2]
- 此劇是黃子雄、單立文、鄧英敏、黃嘉樂、黃子恆、布偉傑、蔡康年、黃栢文、楊潮凱、黃長興、梁政珏、陳敏之、胡定欣、梁靖琪、江美儀和陳芷尤繼《衝上雲霄II》後再度合作。
- 此劇是單立文繼《千歲情人》、《大鬧廣昌隆》、《廉政行動2004》後第四度飾演反派。

## 記事
- 2013年8月21日：此劇於12:30在將軍澳電視廣播城四廠舉行試造型記者會。[3]
- 2013年9月9日：此劇於15:00在將軍澳電視廣播城舉行開鏡拜神儀式。[4]
- 2014年5月27日：此劇於16:00在中環7號天星碼頭平台L號舖WATER MARK舉行「2130中港兩地隆重上市」宣傳活動。[5]
- 2014年6月1日：此劇於14:00在油塘大本型舉行「理財有辦法」宣傳活動。[6]
- 2014年6月24日：此劇於13:00在中環威靈頓街1號荊威廣場3-4樓Magnum Club舉行「灑金顯架勢」宣傳活動。[7]
- 2014年7月3日：此劇於12:30在將軍澳東港城一樓展覽場舉行「才俊展睿智」宣傳活動。[8]

### 禁播事件
因此众多内地网民就禁播事件引起争议。

## 收視
以下為本劇於香港無綫電視翡翠台、高清翡翠台之收視紀錄：
| 週次 | 集數   | 日期                   | 平均收視 | 最高收視 |
| 1    | 01－05 | 2014年6月2日－6月6日   | 22點     | 26點     |
| 2    | 06－10 | 2014年6月9日－6月13日  | 22點     | 23點     |
| 3    | 11－15 | 2014年6月16日－6月20日 | 22點     | 24點     |
| 4    | 16－20 | 2014年6月23日－6月27日 | 24點     | 26點     |
| 5    | 21－25 | 2014年6月30日－7月4日  | 22點     | 25點     |
| 6    | 26－30 | 2014年7月7日－7月11日  | 24點     | 26點     |
| 全劇 | 全劇   | 全劇                   | 23點[*]  | 26點     |

^  全劇平均收視為22.67點。

## 獎項

### 萬千星輝頒獎典禮2014
| 獎項                        | 單位                             | 結果 |
| --------------------------- | -------------------------------- | ---- |
| 最佳劇集                    | 點金勝手                         | 提名 |
| 最佳男主角                  | 黃宗澤                           | 提名 |
| 最受歡迎電視男角色          | 黃宗澤                           | 提名 |
| 飛躍進步女藝員              | 黃心穎                           | 提名 |
| 最受歡迎劇集歌曲            | 考驗（主唱：鄭俊弘）             | 提名 |
| 最受歡迎劇集歌曲            | 棋逢敵手（主唱：胡鴻鈞、徐子珊） | 提名 |
| 專業演員大獎                | 朱維德                           | 獲獎 |
| 專業演員大獎                | 羅樂林                           | 獲獎 |
| 中國內地最受歡迎TVB劇男藝人 | 黃宗澤                           | 獲獎 |

### 星和無綫電視大獎2014
| 獎項                | 單位     | 結果 |
| ------------------- | -------- | ---- |
| 我最愛TVB電視劇集   | 點金勝手 | 提名 |
| 我最愛TVB男主角     | 黃宗澤   | 提名 |
| 我最愛TVB女主角     | 徐子珊   | 提名 |
| 我最愛TVB男配角     | 黃智賢   | 提名 |
| 我最愛TVB女配角     | 陳敏之   | 獲獎 |
| 我最愛TVB電視男角色 | 黃宗澤   | 獲獎 |
| 我最愛TVB電視女角色 | 胡定欣   | 獲獎 |

## 外部連結
- 點金勝手 - myTV SUPER[]
- 電視撈飯：《點金勝手》被爆抄韓劇 （页面存档备份，存于）

## 電視節目的變遷

#### 首播
| 香港無綫電視翡翠台、高清翡翠台 星期一至五 21:30-22:30 時段 | 香港無綫電視翡翠台、高清翡翠台 星期一至五 21:30-22:30 時段 | 香港無綫電視翡翠台、高清翡翠台 星期一至五 21:30-22:30 時段 |
| ---------------------------------------------------------- | ---------------------------------------------------------- | ---------------------------------------------------------- |
|                                                            | 點金勝手 （2014.06.02 - 2014.07.11）                       |                                                            |
| 女人俱樂部 （第1-30集） （2014.04.21 - 2014.05.30）        | 忠奸人 （2014.07.14 - 2014.08.22）                         |                                                            |

#### 重播
| 香港無綫電視翡翠台下午劇集時段 星期一至五 14:45－15:45 | 香港無綫電視翡翠台下午劇集時段 星期一至五 14:45－15:45 | 香港無綫電視翡翠台下午劇集時段 星期一至五 14:45－15:45 |
| ------------------------------------------------------ | ------------------------------------------------------ | ------------------------------------------------------ |
|                                                        | 點金勝手 （2021.12.14 - 2022.01.24）                   |                                                        |
| 愛我請留言 （2021.11.16－2021.12.13）                  | 特技人 （2022.01.25 - 2022.02.21）                     |                                                        |

#### 香港以外地區播放
| 澳洲 TVBJ 20:15－21:15 時段            | 澳洲 TVBJ 20:15－21:15 時段          | 澳洲 TVBJ 20:15－21:15 時段 |
| -------------------------------------- | ------------------------------------ | --------------------------- |
|                                        | 點金勝手 （2014.06.05 - 2014.07.14） |                             |
| 女人俱樂部 （2014.04.22 - 2014.06.04） | 忠奸人 （2014.07.15 - 2014.08.25）   |                             |